# دونی لاتو
دونی لاتو (فرانسوی: Denis Lathoud‎؛ زادهٔ ۱۳ ژانویهٔ ۱۹۶۶) بازیکن هندبال اهل فرانسه بود.